# Mariusz Łukasiewicz
Mariusz Łukasiewicz (ur. 25 września 1960, zm. 26 kwietnia 2004) – wrocławski biznesmen, założyciel przedsiębiorstwa sprzedaży ratalnej Lukas, Lukas Banku i Euro Banku. Był jednym z najbogatszych Polaków.

## Życiorys
W 1981 ukończył technikum elektroniczne, następnie ukończył studia magisterskie na Wydziale Prawa i Administracji Uniwersytetu Wrocławskiego. Rozpoczął aplikację adwokacką, której nie ukończył. 
Pod koniec lat 80. XX wieku rozpoczął pracę w sektorze prywatnym, w firmach polonijnych zajmujących się produkcją tekstyliów i sprzętu elektronicznego. W 1992 założył Lukas SA, firmę kredytową specjalizującą się w udzielaniu kredytów ratalnych na zakup produktów AGD i RTV. W 1998 zakupił Bank Świętokrzyski w Kielcach w celu pozyskania licencji bankowej, na podstawie której powstał bank komercyjny Lukas Bank S.A. W 2001 sprzedał swoje akcje banku francuskiemu Crédit Agricole. 
W 2002 zakupił pakiety kontrolne dwóch banków: Banku Wschodniego w Białymstoku oraz Banku Społem w Warszawie. Zdecydował o połączeniu obu banków i na bazie ich licencji w 2003 założył bank komercyjny Euro Bank. Po jego śmierci kierowanie spółką przejął jego brat Sławomir. W 2005 roku Euro Bank S.A. został kupiony przez francuskie konsorcjum finansowe – Société Générale.
Zmarł na zawał serca. 
Pochowany na cmentarzu Świętej Rodziny we Wrocławiu.
Na cześć Mariusza Łukasiewicza przyznawane jest stypendium.
Miał żonę Krystynę oraz syna Edgara.